# Tatung
Tatung (kínaiul 大同) prefektúra szintű város Kínában, Sanhszi tartományban. Lakosainak száma 3 105 591 fő (2020).

## Népesség
| 2010 | 3 318 054 |
| 2020 | 3 105 591 |

## Testvérvárosok
- Ómuta
- Bury